# Great Barford Castle
Great Barford Castle, später Creakers Manor, ist eine abgegangene Burg unmittelbar nördlich des Dorfes Great Barford in der englischen Grafschaft Bedfordshire.
Great Barford Castle war eine Motte aus Holz, die von einem Graben umgeben war. Die Burg lag 1,5 km südlich von Renhold Castle, was manchmal zur Bezeichnung „Zweites Renhold“ führt. Auch zwei andere, ähnliche Burgen lagen in der Nähe: Bedford Castle etwa 8 km entfernt und Gannock Castle etwa 9,5 km östlich davon.

## Geschichte der Burg
Ursprünglich dachte man, dass die Burg gleich nach der normannischen Eroberung Englands 1066 erbaut wurde, als Wilhelm der Eroberer der Bau vieler Burgen zur Festigung seiner neuen Stellung als englischer König anordnete. Heute weiß man jedoch, dass die Burg erst nach dem Auflegen des Domesday Book 1086 erbaut worden sein kann.
Um 1250 war die Burg im Besitz von James de Crevequeor († 1263), einem Mitglied derjenigen Familie, von deren Namen später der Name „Creakers Manor“ abgeleitet wurde. James des Crevequeors ältester Sohn Robert starb im selben Jahr wie sein Vater und man weiß nicht, ob er jemals die Burg besaß. In den Jahren 1302 und 1303 gehörte die Burg dem jüngsten Sohn von James de Crevequeor. 1316 war die Burg auf Stephen de Crevequeor, dem Enkel des erstgenannten James de Crevequeor, und seine Gattin Anne übergegangen, denen sie auch noch 1330 gehörte. Ihr Sohn John de Crevequeor († 1370) hatte die Burg ab 1346 in Besitz und vererbte sie, nachdem er ohne Nachkommen verstarb, an seinen Neffen Stephen de Crevequeor († 1370), Sohn von Johns Bruder Geoffrey. Stephen de Crevequeor verstarb noch in jugendlichen Jahren, kurz nachdem er die Burg geerbt hatte. So fiel sie an seinen jüngeren Bruder John Crevequeor, als dieser 1385 volljährig wurde. Zu dieser Zeit wird die Burg erstmals in offiziellen Dokumenten als „Creakers Manor“ bezeichnet und hieß fortan auch im täglichen Sprachgebrauch so. 1428 gehörte diese Grundherrschaft mit Herrenhaus einem Stephen Crevequeor, einem Sohn oder Enkel des vorgenannten John Crevequeor. Stephen Crevequeor ist 1433 als Mitglied des niederen Adels in Bedfordshire aufgelistet, aber die Grundherrschaft oder die Burg werden nicht erwähnt.

## Geschichte des Herrenhauses
Ein Herrenhaus wird erst 1511 wieder urkundlich erwähnt, als William FitzJeffrey aus Thurleigh starb und das Herrenhaus als sein Besitz aufgeführt ist, das an seinen Sohn John FitzJeffrey, den er zusammen mit seiner ersten Frau hatte, fiel.
John FitzJeffrey starb 1535 und seine Witwe Joan hielt das Anwesen bis zu ihrem Tod im darauf folgenden Jahr. Dann fiel es an John FitzJeffreys Halbbruder George FitzJeffrey, der zunächst mit der Tochter von John Baptist verheiratet war. Nach dem Tod von George FitzJeffrey 1575 hinterließ er das Herrenhaus seiner zweiten Gattin, Judith, die aus der damals bekannten Familie Throckmorton stammte. Sie heiratete danach John Rolt aus Milton Ernest. Judith und John übertrugen das Herrenhaus 1589 an George FitzJeffreys Sohn, der ebenfalls George hieß und 1606 zum Ritter geschlagen wurde. Dieser George FitzJeffrey verstarb 1618 ohne lebende Nachkommen, da sein Sohn bereits 1616 verstorben war. Er wurde auf dem Anwesen des Herrenhauses im Dezember 1618 bestattet. Das Anwesen wurde verkauft und gehörte nacheinander den Familien Chandler, Mander, Peck und Halsey, bis es 1770 an die Familie Pedley verkauft wurde.
Man denkt, dass das Herrenhaus, das 1511 urkundlich erwähnt ist, nicht dasselbe Gebäude ist, das vor dem 12. Jahrhundert errichtet worden war und vermutlich zerstört wurde oder zu einer Ruine wurde. Die Überreste dieser Burg wurden in das Herrenhaus integriert. Allerdings weiß man darüber nichts Genaues.

## Heute
1820 existierte auch das Herrenhaus nicht mehr und es war eine Priorei an seiner Stelle errichtet worden. Von dem ursprünglichen Gebäude ist heute nicht mehr viel erhalten; man findet nur noch Bewuchsmerkmale und leichte Erdwerke.